# St. John's Wood (metrostation)
St John's Wood is een station van de metro van Londen aan de Jubilee Line. Het metrostation, dat in 1939 is geopend, ligt in de wijk St John's Wood. Dit station ligt het dichtst bij Lord's Cricket Ground en Abbey Road Studios, het moet dan ook niet verward worden met het DLR station Abbey Road in Oost-Londen.

## Geschiedenis
De ontwikkeling van metroland, de woonwijken in het noordwesten van de stad, in de jaren 20 en 30 van de twintigste eeuw betekende dat de Metropolitan Railway naar deze wijken steeds verder belast werd. De Metropolitan Railway had bovengronds al een sneldienst en stopdienst ingevoerd door twee aanvullende sporen voor de sneldienst te leggen. De overgang van het viersporige bovengrondse deel op het dubbelsporige ondergrondse deel bij Finchley Road vormde een groeiend probleem door het stijgende aantal reizigers. 
In 1933 werd het openbaar vervoer in Londen genationaliseerd in de London Passenger Transport Board (LPTB) die de Metropolitan Railway omdoopte in Metropolitan Line. Nu de Metropolitan Line en de tubes in een hand waren werd besloten om de flessenhals op te lossen door een aftakking van de Bakerloo Line tussen Baker Street en Finchley Road te bouwen. De bouw begon in april 1936 in het kader van het New Works Programm, gezien de ligging werd het station tijdens de bouw Acacia genoemd. Op 20 november 1939 werden de binnenste sporen van het bovengrondse traject, de stopdienst, gekoppeld aan de nieuwe tunnel en werden de diensten naar Stanmore overgenomen door de Bakerloo Line via de nieuwe tunnels ten noorden van Baker Street. Het zuidelijkste van de twee stations in de nieuwe tunnels was St. John's Wood dat de Metropolitan stations Marlborough Road en Lord's verving. De oprichter van het nabijgelegen Cricket stadion, Thomas Lord, is vereeuwigd in de tegels van het station. Het door Stanley Heaps ontworpen station werd op 20 juli 2011 op de monumentenlijst geplaatst.

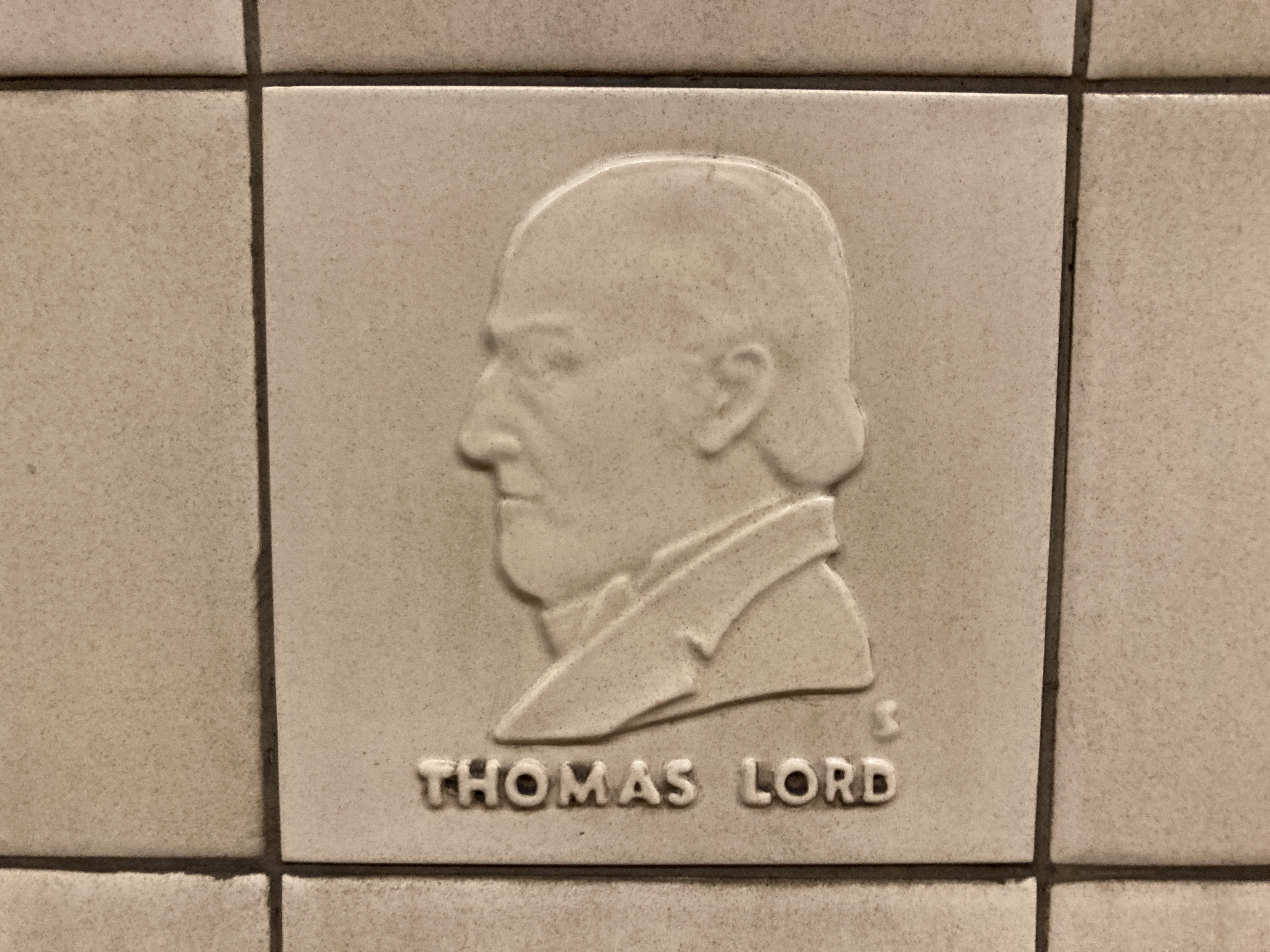
De afbeelding van Thomas Lord in het tegelwerk
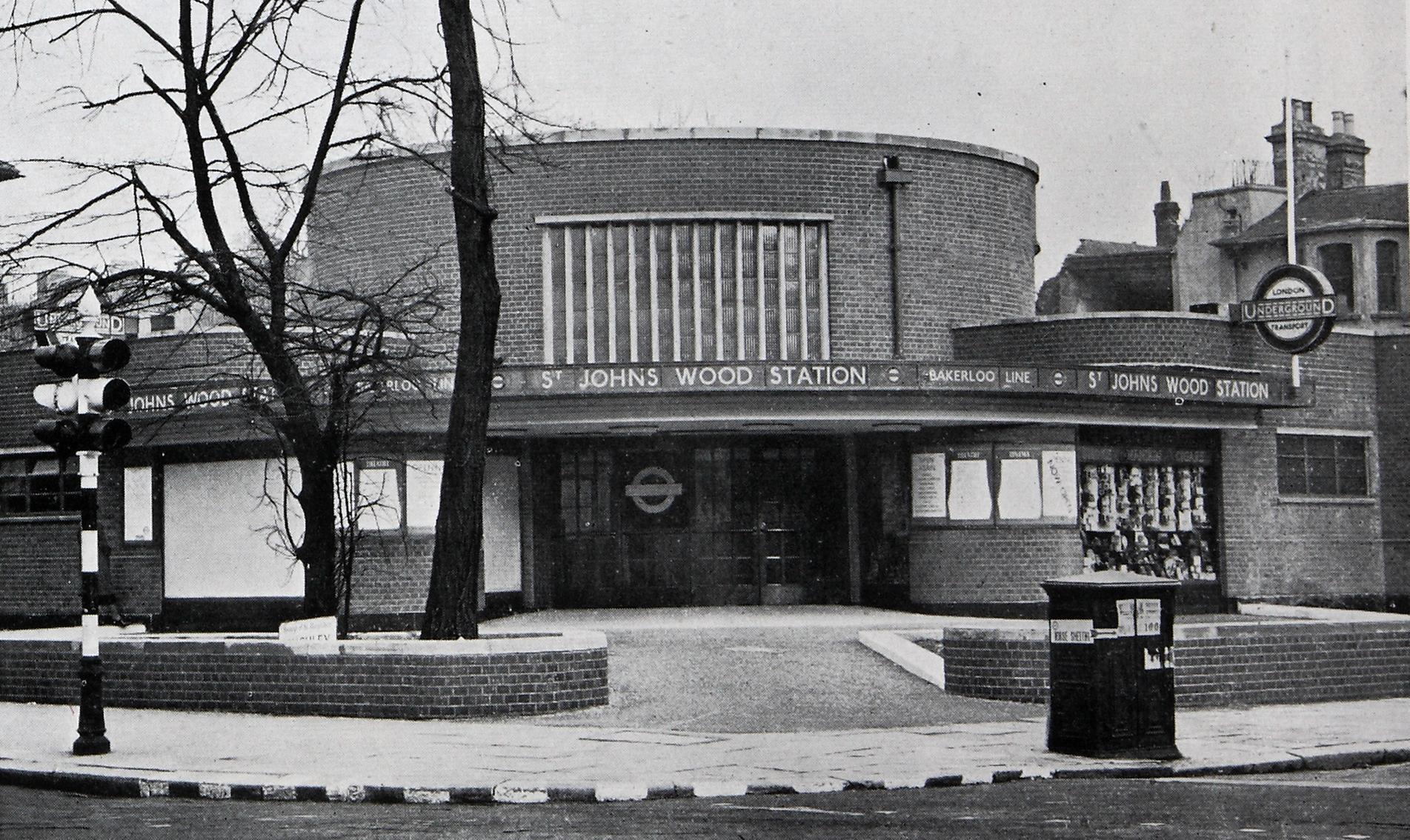
Het station in 1946 nog zonder het bovenliggende gebouw
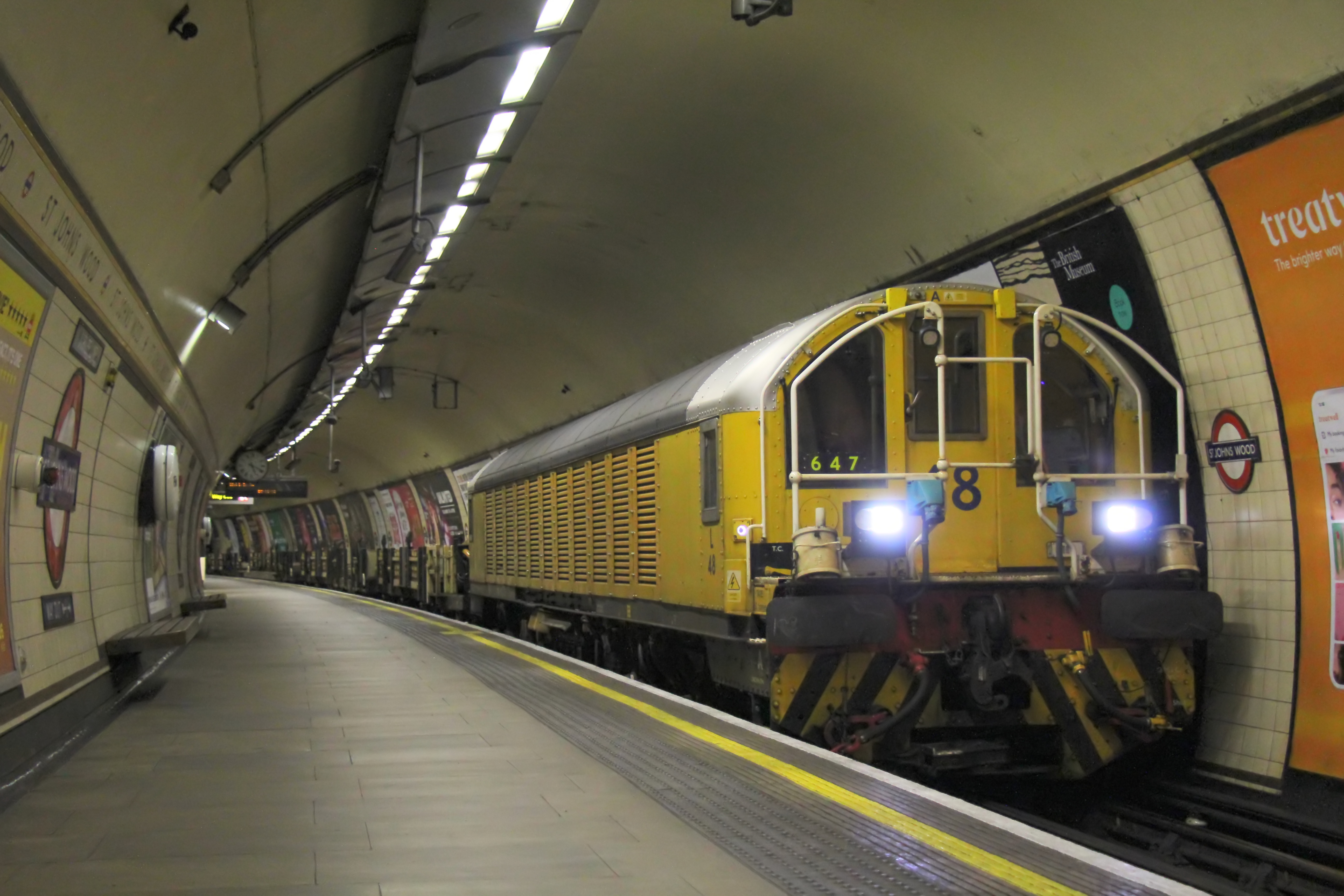
Een werktrein in het station

## Jubilee Line
Nog tijdens de bouw van de Victoria Line werden plannen uitgewerkt voor een nieuwe lijn, de Fleet Line , die het West End met Lewisham zou verbinden via een tunnel onder Fleet Street.  In 1977 werd de Fleet line omgedoopt in Jubilee Line en het stuk onder Fleet Street kwam er niet. Net als in 1936 de overbelasting van de  Metropolitan Line, was in de jaren 60 de overbelasting van de Bakerloo Line reden om de Stanmore-tak aan de westkant van de nieuwe lijn te koppelen. Zodoende kon de frequentie op de westelijke tak van de Bakerloo Line worden verhoogd en werd de Stanmore-tak, waaronder St, John's Wood, op 1 mei 1979 onderdeel van de Jubilee Line. In 2006 zijn de tegels schoongemaakt en zo nodig vervangen, de inrichting en afwerking bleef zoals het ontwerp van Harold Stabler uit 1939. De metro rijdt elke 2-5 minuten tussen 05:54 en 00:18 in beide richtingen.

## Cultuur
- Het station verscheen in de muziekvideo voor "Bedsitter" van Soft Cell.
- Een veel voorkomende triviant vraag is: "Welk metrostation in Londen bevat geen van de letters van het woord "makreel" ? Het antwoord is St John's Wood, dat geen van de letters AEKLMR bevat. Dit is alleen waar omdat het woord "Saint" wordt in de naam altijd afgekort tot "St". Hoxton bevat evenmin de letters van Makreel maar ligt aan de Overground. Victoria Coren Mitchell bestempelde dit als haar favoriete triviant vraag. Twee voormalige stations slagen ook voor de makreeltest: Wotton en Wood Siding, die tussen 1933 en 1935 deel uitmaakten van de Underground.

Stanmore ·
Canons Park ·
Queensbury ·
Kingsbury ·
Wembley Park ·
Neasden ·
Dollis Hill ·
Willesden Green ·
Kilburn ·
West Hampstead ·
Finchley Road ·
Swiss Cottage ·
St. John's Wood ·
Baker Street ·
Bond Street ·
Green Park ·
Westminster ·
Waterloo ·
Southwark ·
London Bridge ·
Bermondsey ·
Canada Water ·
Canary Wharf ·
North Greenwich ·
Canning Town ·
West Ham ·
Stratford
- Library of Congress Control Number: n00031257
- Nationale Bibliotheek van Israël: 987007473613205171
- Virtual International Authority File: 128967702